# Ráng lá xẻ
Davallia divaricata là một loài dương xỉ trong họ Davalliaceae.
Davallia divaricata là loài bản địa của vùng nhiệt đới Đông Nam Á và được sử dụng trong Đông y, thường được biết đến với tên gusuibu.

## Sử dụng
Davallia divaricata chứa davallic acid, được sử dụng trong điều trị ung thư phổi ở Đài Loan.